# Anthicus virginiae
Anthicus virginiae är en skalbaggsart som först beskrevs av Thomas Casey 1895.  Anthicus virginiae ingår i släktet Anthicus och familjen kvickbaggar. Inga underarter finns listade i Catalogue of Life.